# Banco Central da República Popular Democrática da Coreia
O Banco Central da República Popular Democrática da Coreia é o Banco Central da Coreia do Norte. Fundado em 6 de dezembro de 1947, emite o wŏn norte-coreano.

## História
Em 15 de fevereiro de 1946, um banco central da Coreia do Norte foi anunciado, que era para ser sob o controle da União Soviética militar. No entanto, o banco deixou de cumprir os seus objetivos, sendo incapaz de cumprir os seus custos de operação e os 100 milhões de wŏn de capitalização foi insuficiente. O Comitê Popular Interino da Coreia do Norte não viu com bons olhos o banco favoravelmente e preferiu trabalhar com o Banco dos Fazendeiros, que também existia na época. Ao final de 1946, as funções bancárias foram consolidadas em duas principais instituições, o Banco Central e o Banco dos Fazendeiros. Em junho de 1947, cerca de 1.000 milhões de wŏn estavam concentrados no Banco Central, permitindo-lhe estender créditos no montante de 900 milhões de wŏn na reabilitação econômica. A consolidação reflete um retorno aos objetivos originais do Comitê Popular, que queria a sobre a economia; sob controle; quaisquer bancários que se opusessem às mudanças dentro do sistema seriam removidos de seus postos. Em 6 de dezembro de 1947, um amplo programa de reforma monetária foi anunciado.
Em 1959, os bancos Central e dos Fazendeiros foram fundidas para formar o Banco Central da República Popular Democrática da Coreia. O Banco de Comércio Exterior (Foreign Trade Bank) foi criado para tratar dos negócios internacionais do Banco Central.
Em 2011, o prédio do Banco Central foi demolido para dar lugar à recém-construída Mansudae/Changjon Street Area em comemoração ao 100º aniversário de Kim Il Sung. O novo local do prédio do Banco Central está localizado na divisão Ot'an-dong de Chung-guyok.
O Banco Central tem mais de 220 filiais.